# جيمس هوبارت فورد
جيمس هوبارت فورد (بالإنجليزية: James Hobart Ford)‏ هو ضابط أمريكي، ولد في 22 مايو 1829 في باينسفيل في الولايات المتحدة، وتوفي في 12 يناير 1867 في آكرون في الولايات المتحدة.